# Sidney Frederick Glassman
Sidney Frederick Glassman (1919-2008) fue un botánico, pteridólogo estadounidense, que realizó extensas expediciones botánicas a Brasil, Honduras, Filipinas.
En 1942 obtuvo su M.A.

## Algunas publicaciones

### Libros
- bror eric Dahlgren, sidney frederick Glassman. 1972. A Revision of B.E. Dahlgren's Index of American Palms. 294 pp.

- La abreviatura «Glassman» se emplea para indicar a Sidney Frederick Glassman como autoridad en la descripción y clasificación científica de los vegetales.[4]